# 大二重斜方二十・十二面体

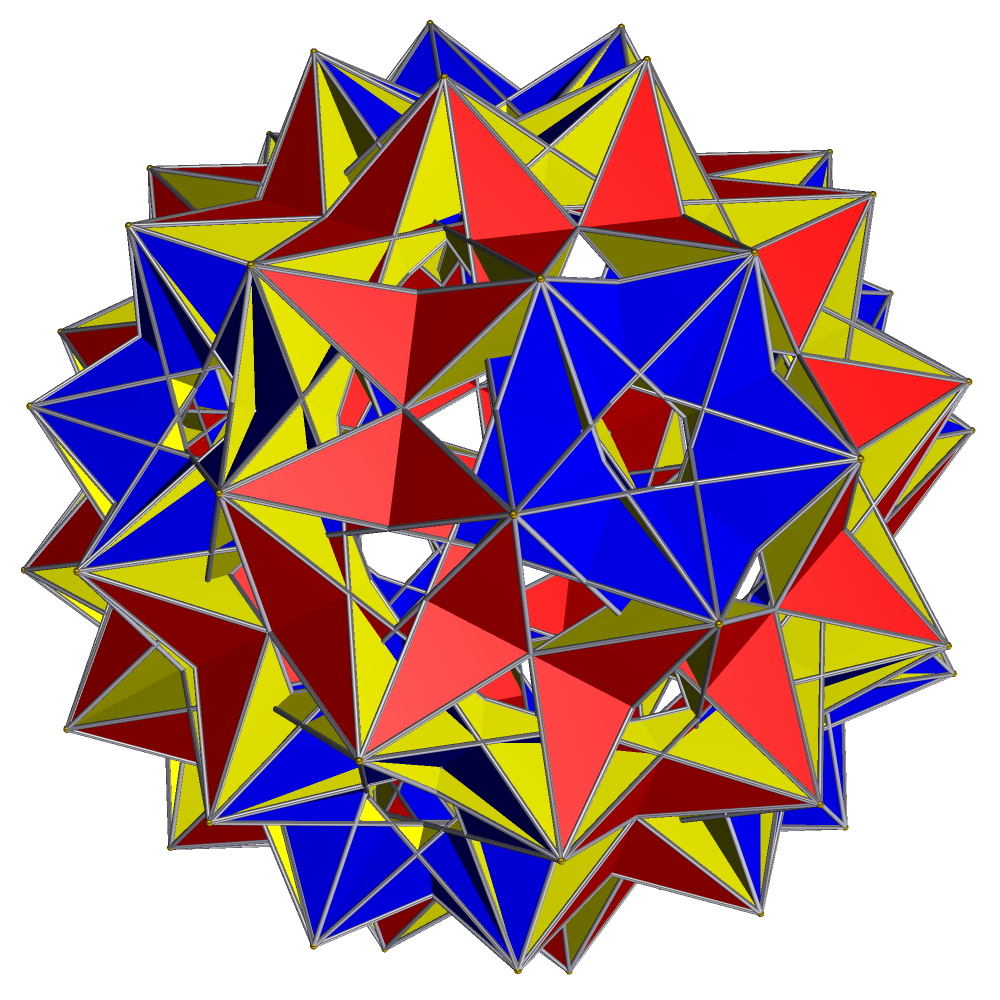
Neo filling（星型正多角形の面や、同一平面上で重なり合う面について、重なり合う部分をXOR的にくり抜いた形となっている）

大二重斜方二十・十二面体（だいにじゅうしゃほうにじゅうじゅうにめんたい、Great dirhombicosidodecahedron）または大二重変形二重二十・二重十二面体（だいにじゅうへんけいにじゅうにじゅうにじゅうじゅうにめんたい）とは一様多面体の一種である。
この多面体は、他の一様多面体とは異なる以下のような特徴を持っている。
- 変形面に正方形を持つ（普通は正三角形）。
- 頂点に8個もの面が集まる（普通は最大6個）。
- 球面三角形から作れない。

## 基本性質
- 構成面： 星型五角形24枚（2枚重なったものが12枚）、正方形60枚（2枚重なったものが30枚、赤道を通る）、正三角形40枚（2枚重なったものが20枚）、計124枚
- 辺数： 240
- 頂点数： 60
- 頂点形状： (3, 4, 5/3, 4, 3/2, 4, 5/2, 4)/2
- ワイソフ記号： | 3 5/2 3/2 5/3
- 枠： 構成面が正確な正多角形ではない斜方二十・十二面体
- 双対： Great dirhombicosidodecacron（無限遠点を含む）

## 同じ枠を持つ立体
- 大二重斜方二十・十二面体
- 大変形十二・二十・十二面体
- 大二重変形二重斜方十二面体
- 20個の正八面体の複合多面体
- 20個の四面半六面体の複合多面体